# Kevin A. Lynch
Kevin Lynch (1918-1984) là nhà quy hoạch đô thị người Hoa Kỳ.Được biết đến với tác phẩm " Hình ảnh của đô thị "(The Image of the City)
Ông sinh ở Chicago, tốt nghiệp trường đại học Yale dưới sự hướng dẫn của Frank Lloyd Wright
Lynch nổi tiếng khi công bố xuất bản cuốn sách " Các hình ảnh của thành phố (The Image of the City)" năm 1960, kết quả của năm năm nghiên cứu về việc con người làm thế nào nhận thức và tổ chức thông tin không gian khi họ đi lại trong thành phố. Bằng cách sử dụng ba thành phố khác nhau làm ví dụ (Boston, Jersey City, và Los Angeles), Lynch báo cáo rằng con người thực sự hiểu môi trường xung quanh khi di chuyển tại các con đường quen thuộc, mà hình thành ra một bản đồ tinh thần với năm yếu tố
•paths, đường, 
•edges, ranh giới 　
•districts, vùng
•nodes, tiếp điểm 
•landmarks, mốc
"The Image of the City "đã có ảnh hưởng quan trọng và bền vững trong các lĩnh vực quy hoạch đô thị và tâm lý hoàn cảnh.

## Tác phẩm tiêu biểu
- Lynch, Kevin, City Sense and City Design: Writings and Projects of Kevin Lynch (Tridib Banerjee and Michael Southworth, editors), MIT Press, Cambridge MA and London 1990; ISBN 0-262-12143-3
- Lynch, Kevin, Good City Form, MIT Press, Cambridge MA and London 1984, c1981; ISBN 0-262-12085-2
- Lynch, Kevin, The Image of the City, MIT Press, Cambridge MA 1960
- Lynch, Kevin, Managing the Sense of a Region, MIT Press, Cambridge MA and London 1976, 1980; ISBN 0-262-12072-0
- Lynch, Kevin, and Hack, Gary, Site Planning, MIT Press, Cambridge MA and London 1962; 2nd edition 1971; 3rd edition 1984; ISBN 0-262-12106-9
- Lynch, Kevin, A Theory of Good City Form, MIT Press, Cambridge MA and London 1981; ISBN 0-262-12085-2
- Appleyard, Donald, Lynch, Kevin, and Myer, John R. The View from the Road, MIT Press, Cambridge MA 1964
- Lynch, Kevin, Wasting Away (with contributions by Michael Southworth, editor), Sierra Club Books, San Francisco 1990; ISBN 0-87156-675-3
- Lynch, Kevin, What Time is this Place?, MIT Press, Cambridge MA 1972; ISBN 0-262-12061-5